# Buddinge
Buddinge ist ein Ort im Großraum Kopenhagen, welcher zur Gladsaxe Kommune gehört. Der Ort zählt 7502 Einwohner und ist Sitz der Verwaltung von Gladsaxe Kommune. Buddinge entstand als kleineres Dorf, der Name stammt bereits aus dem Mittelalter. Der Ort ist erst zu Beginn des 20. Jahrhunderts gewachsen und 1935 Teil der größeren Stadt geworden. Besonders der Bau des Bahnhofs am Rand des Ortes im Jahr 1906 trug wesentlich zum Wachstum bei.

## Geschichte
Buddinge bestand 1682 aus 20 Bauernhöfen und fünf Häusern ohne Land. Die Anbaufläche betrug 826 Ar, welche in der Dreifelderwirtschaft betrieben wurde.
1911 hatte Buddinge 419 Einwohner. Davon arbeiteten 107 Menschen in der Landwirtschaft, 84 im Handwerk und Industrie, 110 im Handel und 20 im Transport.
Zum Zeitpunkt der Eröffnung des Bahnhofs im Jahr 1906 zählte der Ort 399 Einwohner. Bald darauf wuchs er auf 419 Einwohner im Jahr 1911 und 832 Einwohner im Jahr 1916. Weitere Bevölkerungszuwächse waren laut den jeweiligen Volkszählungen (Jahr: Einwohner) 1921: 634, 1925: 1265, 1930: 1619, 1935: 2219. Ab 1935 zählte der Ort zur Gladsaxe Kommune.
Wirtschaftlich stellte sich Buddinge im Jahr 1930 wie folgt dar: Arztpraxis, Stadtverwaltung, ein Heim für geistig Verwirrte (Lillemose Gaard), eine Baumschule, eine Mühle, eine Zementfabrik, eine Gummiwarenfabrik und eine Pelzfabrik. Daneben stehen Siedlungen und Gärtnereien.
Der große Kreisverkehr wurde bereits 1953 angelegt.
In Ortskernlage befindet sich das Einkaufszentrum „Buddinge Centret“. Es wurde im Jahr 1960 errichtet und beherbergt einen Supermarkt („Fakta“), eine Apotheke und ca. 15 Fachgeschäfte. Das Buddinge Centret bildet einen von zwei Handels- und Dienstleistungszentren in der Gemeinde.